# Snowboard ai XIX Giochi olimpici invernali
Nello snowboard ai XIX Giochi olimpici invernali, che si svolsero nel 2002 a Salt Lake City (Stati Uniti), vennero assegnate medaglie in quattro specialità. Le gare si disputarono a Park City.
La pista per lo Slalom gigante parallelo era lunga 914 m e con un dislivello di 178 m. La pista per l'halfpipe era lunga 160 m, larga 16,8 m e con un'altezza di 4,5 m.

## Gare maschili

### Halfpipe
| Posizione | Atleta        | Nazione     | Punti |
| --------- | ------------- | ----------- | ----- |
| 1         | Ross Powers   | Stati Uniti | 46,1  |
| 2         | Danny Kass    | Stati Uniti | 42,5  |
| 3         | Jarret Thomas | Stati Uniti | 42,1  |

### Slalom Gigante parallelo
| Posizione | Atleta             | Nazione     |
| --------- | ------------------ | ----------- |
| 1         | Philipp Schoch     | Svizzera    |
| 2         | Richard Rikardsson | Svezia      |
| 3         | Chris Klug         | Stati Uniti |

## Gare femminili

### Halfpipe
| Posizione | Atleta            | Nazione     | Punti |
| --------- | ----------------- | ----------- | ----- |
| 1         | Kelly Clark       | Stati Uniti | 47,9  |
| 2         | Doriane Vidal     | Francia     | 43,0  |
| 3         | Fabienne Reuteler | Svizzera    | 39,7  |

### Slalom gigante parallelo
| Posizione | Atleta         | Nazione |
| --------- | -------------- | ------- |
| 1         | Isabelle Blanc | Francia |
| 2         | Karine Ruby    | Francia |
| 3         | Lidia Trettel  | Italia  |

## Medagliere
| Pos.   | Paese       | Oro | Argento | Bronzo | Totale |
| ------ | ----------- | --- | ------- | ------ | ------ |
| 1      | Stati Uniti | 2   | 1       | 2      | 5      |
| 2      | Francia     | 1   | 2       | 0      | 3      |
| 3      | Svizzera    | 1   | 0       | 1      | 2      |
| 4      | Svezia      | 0   | 1       | 0      | 1      |
| 5      | Italia      | 0   | 0       | 1      | 1      |
| Totale | Totale      | 4   | 4       | 4      | 12     |